# Wattholma Tensta Bandy
WT Bandy är en bandyklubb från Uppsala i Sverige, klubben bildades 2010 genom en sammanslagning av klubbarna Tensta GoIF och Wattholma IF. Herrlaget spelar från och med 2013 i Division 1.